# Frederick Guthrie
Pour les articles homonymes, voir Guthrie.
Frederick Guthrie, né le 15 octobre 1833 et mort le 21 octobre 1886, est un professeur et essayiste britannique. Frère cadet du mathématicien Francis Guthrie, il organise en 1874 avec William Fletcher-Barrett la Physical Society of London qu'il préside de 1884 à 1886,. Il est un promoteur acharné de la science expérimentale.

## Biographie
Il effectue trois années d'études en chimie à l’University College de Londres, sous la direction de Thomas Graham et d’Alexander William Williamson, puis étudie les mathématiques sous la direction d’Augustus De Morgan. En 1852, il présente les recherches de son frère Francis Guthrie, récemment décédé, à De Morgan.
En 1854, Guthrie part étudier à Heidelberg sous la direction de Robert Bunsen et en 1855 obtient son doctorat à l'université de Marbourg sous la direction d’Adolph Wilhelm Hermann Kolbe.
En 1856, il est adjoint d'Edward Frankland, professeur de chimie d’Owens College à Manchester. En 1859, on lui offre un poste à l'université d’Édimbourg.
Guthrie est le premier à décrire les effets du gaz moutarde : en 1860, il analyse la réaction de mélange d'éthylène avec du dichlorure de soufre et décrit certains des effets physiologiques du gaz qui se dégage. Il est nommé professeur de chimie et de physique au Royal College de l'île Maurice en 1861 et conserve ce poste jusqu'en 1867. Puis il enseigne à la Royal School of Mines, où il a pour étudiant le futur physicien expérimental Ch. V. Boys et le pionnier de la technologie des semi-conducteurs à lampe, John Ambrose Fleming, qu'il détourne de la chimie au profit de l'électricité.
Guthrie écrit plusieurs traités : Elements of Heat (1868), Magnetism and Electricity (1873).
Guthrie est aussi linguiste, dramaturge et poète (sous le pseudonyme de Frederick Cerny). Son fils, Frederick Bickell Guthrie, devient agronome.